# Annalise-Wagner-Preis
Der Annalise-Wagner-Preis ist ein deutscher Literaturpreis, der seit 1992 jährlich für veröffentlichte oder unveröffentlichte literarische Arbeiten mit Bezug zur Region Mecklenburg-Strelitz oder von Verfassern aus dieser Region verliehen wird. Bei dem ausgezeichneten Werk kann es sich um einen wissenschaftlichen, populärwissenschaftlichen oder belletristischen Text aller Gattungen und Genres handeln. Der Preis ist mit 2500 Euro dotiert.
Der Preis ehrt das Andenken der 1986 verstorbenen Heimatforscherin, Buchhändlerin und Schriftstellerin Annalise Wagner. Der Preis wird von der Annalise-Wagner-Stiftung vergeben, die 1991 von der Stadt Neubrandenburg aufgrund des Testaments Annalise Wagners errichtet wurde. Es war die erste nach 1990 neu errichtete Kulturstiftung in Mecklenburg-Vorpommern. Aus den Mitteln der Stiftung wurden außerdem zwei Jugendpreise (1999), ein Stipendium (2001) und ab 2003 an junge Historiker mit 200 Euro dotierte „lobende Anerkennungen“ vergeben. Die Stadt Neustrelitz ehrt den Preisträger seit 2006 zusätzlich durch eine Annalise-Wagner-Medaille.

## Preisträger
- 2023: Jörn van Hall für Du stirbst im Fliegen
- 2022: Ulrich Fasshauer für die Kinderbuch-Reihe Robin vom See[1]
- 2021: Mario Niemann für seine Studie Beständiger Wandel: Landwirtschaft und ländliche Gesellschaft in Mecklenburg von 1900 bis 2000[2]
- 2020: Elke Pretzel für ihre Dissertation Eine gebrochene Sammlung: Die Städtische Kunstsammlung Neubrandenburg (1890-1945)[3]
- 2019: Reinhard Simon für Domjücher Schicksale
- 2018: Peter Walther für Hans Fallada : Die Biographie
- 2017: Valentine Goby für Kinderzimmer : Roman
- 2016: Friederike Drinkuth für „Männlicher als ihr Gemahl“: Herzogin Dorothea Sophie von Schleswig-Holstein-Sonderburg-Plön, Gemahlin Adolf Friedrichs III. von Mecklenburg-Strelitz, wahre Regentin und Stadtgründerin von Neustrelitz
- 2015: Natalja Jeske für Lager in Neubrandenburg-Fünfeichen 1939–1948 : Kriegsgefangenenlager der Wehrmacht, Repatriierungslager, sowjetisches Speziallager
- 2014: Gregor Sander für Was gewesen wäre
- 2013: Hans-Jürgen Spieß und Peter Wernicke für Serrahn – Weltnaturerbe im Müritz-Nationalpark
- 2012: Constanze Jaiser und Jacob David Pampuch für Ein Schmuggelfund aus dem KZ-Erinnerung, Kunst & Menschwürde: Projektmappe für den fächerübergreifenden Unterricht
- 2011: Carolin Philipps für Luise – die Königin und ihre Geschwister
- 2010: Pauline de Bok für Blankow oder Das Verlangen nach Heimat
- 2009: Arnold Hückstädt für Fritz Reuter: Briefe Band 1-3
- 2008: Annette Leo für „Das ist so’n zweischneidiges Schwert hier unser KZ…“ : Der Fürstenberger Alltag und das Frauenkonzentrationslager Ravensbrück
- 2007: Sabine Bock für Herrschaftliche Wohnhäuser auf den Gütern und Domänen in Mecklenburg-Strelitz : Architektur und Geschichte
- 2006: Rainer Szczesiak für Auf der Suche nach Rethra. Die „Prillwitzer Idole“
- 2005: Wolfgang Barthel für Schule in  Mecklenburg-Strelitz : Studien zum Schulwesen in Friedland im Kontext mit der Entwicklung des Bildungswesens in Mecklenburg-Strelitz (1701–1933)
- 2004: Roland Gutsch für Zweieinhalb Tage : Erzählungen
- 2003: Matthias Wolf für Theater in Neubrandenburg : Beiträge zur Geschichte darstellenden Verhaltens
- 2002: Christiane Witzke für Domjüch : Erinnerungen an eine Heil- und Pflegeanstalt in Mecklenburg-Strelitz
- 2001: Stipendium an Marco Zabel zur archivarischen Erschließung des Briefnachlasses Annalise Wagners im Karbe-Wagner-Archiv Neustrelitz
- 2000: Renate Hippauf für Johann Heinrich von Thünen : Ein Lebensbild
- 1999: Axel Lubinski für Entlassen aus dem Untertanenverband : Die Amerika-Auswanderung aus Mecklenburg-Strelitz im 19. Jahrhundert
- 1998: Maria Neuhaus für Ein ehemaliger Neustrelitzer Bürger Hans-Jürgen Graf von Blumenthal (1907–1944)
- 1997: Wilfried Bölke für Heinrich Schliemann : Ein berühmter Mecklenburger
- 1996: Dietrich Grünwald für Turner auf zum Streite : Die Anfänge des Vaterländischen Turnens und das Wirken Friedrich Ludwig Jahns in Mecklenburg-Strelitz
- 1995: Werner Lexow für Eisenbahnen in Mecklenburg-Strelitz
- 1994: Anita Heiden-Berndt für Friederike Auguste Krüger
- 1993: Gisela Krull für Von Bauern, Rittern und Gespenstern – vorgestern und gestern in Peckatel
- 1992: Jörg Sachse für Das Notgeld des heutigen Kreises Neustrelitz